# Nangeville
Nangeville är en kommun i departementet Loiret i regionen Centre-Val de Loire strax norr Frankrikes mitt. Kommunen ligger i kantonen Malesherbes som tillhör arrondissementet Pithiviers. År 2018 hade Nangeville 114 invånare.

## Befolkningsutveckling
Antalet invånare i kommunen Nangeville
| Referens: INSEE |